# Jean-Louis Berthault
Pour les articles homonymes, voir Berthault.

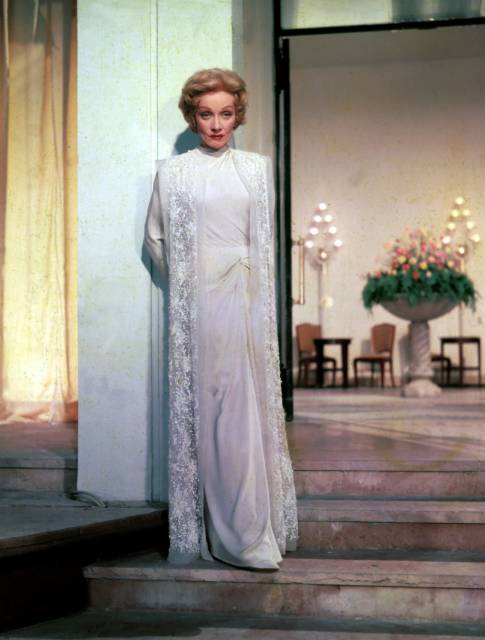
Marlène Dietrich habillée par Jean Louis
pour Une histoire de Monte Carlo.

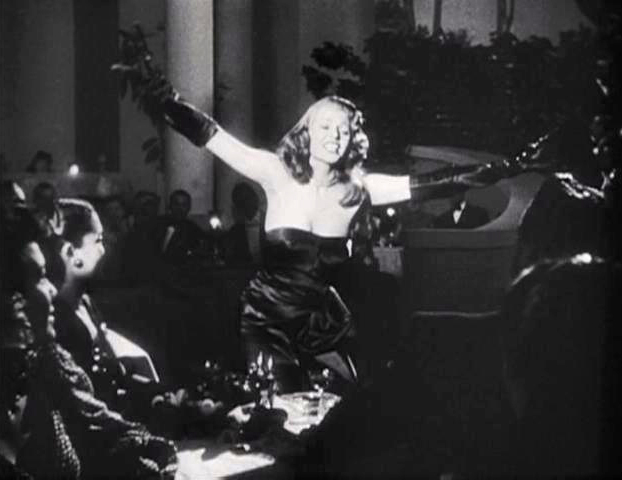
Rita Hayworth portant la fameuse robe en satin noir créée par Jean Louis pour Gilda.

Jean-Louis Berthault dit Jean Louis est un créateur de costumes français, né le 5 octobre 1907 à Paris et mort le 20 avril 1997 à Palm Springs (Californie).
Ayant fait l’essentiel de sa carrière à Hollywood, il est célèbre entre autres pour avoir créé la robe fourreau en satin noir de Rita Hayworth dans Gilda et la robe couleur chair que Marilyn Monroe portait le 19 mai 1962 lors de l’anniversaire de John Fitzgerald Kennedy au Madison Square Garden.

## Biographie
Diplômé de l’École des Arts décoratifs, Jean-Louis Berthault fait ses débuts dans la couture chez Agnès-Drecoll. Lors d’un séjour à New York en 1935, il est remarqué par la styliste Hattie Carnegie qui l’engage pour apporter une « touche » parisienne à ses collections. Il a comme premières clientes l’actrice Irene Dunne et Joan Cohn, la femme de Harry Cohn, fondateur de Columbia Pictures, ce qui va lui ouvrir les portes des studios hollywoodiens.
En 1943, il prend la direction du département costumes de la Columbia puis, quelques années plus tard, de celui d’Universal Pictures avant de s’installer à son compte, créant sa propre maison de confection. À partir de 1958, il travaillera surtout pour la United Artists.
Nommé 14 fois aux Oscars, il ne reçoit la statuette qu’une seule fois en 1957 pour Une Cadillac en or massif de Richard Quine.
Marié pendant plus de trente ans, il épouse à la mort de sa femme en 1987 l’actrice Loretta Young. Il meurt à 89 ans le 20 avril 1997.

## Filmographie partielle
Jean Louis a conçu les robes de :
- Irene Dunne dans Coup de foudre (1944) et Over 21 (1945) ;
- Rita Hayworth dans Cette nuit et toujours (1945), Gilda (1946), L'Étoile des étoiles (1947), La Dame de Shanghai (1948), Les Amours de Carmen (1948), L'Affaire de Trinidad (1952), Salomé (1953), La Belle du Pacifique (1953), La Blonde ou la Rousse (1957) et Ceux de Cordura (1959) ;
- Claudette Colbert dans Demain viendra toujours (1946) ;
- Ginger Rogers dans L'Homme de mes rêves (1947) et Coincée (1955) ;
- Joan Fontaine dans L'Extravagante Mlle Dee  (1948) ;
- Dorothy Lamour dans Lulu Belle (1948) et Slightly French (1949) ;
- Joan Bennett dans Les Désemparés (1949) ;
- Paulette Goddard dans Anna Lucasta (1949) ;
- Jennifer Jones dans Les Insurgés (1949) ;
- Rosalind Russell dans Suzy... dis-moi oui (1950) ;
- Gloria Grahame dans Le Violent (1950), Règlement de comptes (1953) et Désirs humains  (1954);
- Judy Holliday dans Comment l'esprit vient aux femmes (1950), Je retourne chez maman (1952), Une femme qui s'affiche (1953) et Une  Cadillac en or massif (1956) ;
- Loretta Young dans Paula (1952) ;
- Deborah Kerr dans Tant qu'il y aura des hommes (1953) ;
- Judy Garland dans Une étoile est née (1954) ;
- Kim Novak dans Du plomb pour l'inspecteur (1954), Picnic (1955), Tu seras un homme, mon fils (1956), L'Adorable Voisine (1958), Au milieu de la nuit (1959), Liaisons secrètes (1960) ;
- Joan Crawford dans Une femme diabolique (1955), Feuilles d'automne (1955) et Le Scandale Costello (1957) ;
- Janet Leigh dans Ma sœur est du tonnerre (1955) et Qui était donc cette dame ? (1960) ;
- Maureen O'Hara dans Ce n'est qu'un au revoir (1955) ;
- Barbara Stanwyck dans Le Souffle de la violence (1955) ;
- Marlene Dietrich dans Une histoire de Monte Carlo (1957) et Jugement à Nuremberg (1961) ;
- Doris Day dans Confidences sur l'oreiller (1959), Le Piment de la vie (1963) et Ne m'envoyez pas de fleurs (1964), Le Ranch de l'injustice (1967) ;
- Elizabeth Taylor dans Soudain l’été dernier (1959) ;
- Lana Turner dans Mirage de la vie (1959), Meurtre sans faire-part (1960) et Madame X (1965) ;
- Susan Hayward dans Histoire d'un amour (1961) ;
- Marilyn Monroe dans Les Désaxés (1961) et Something's Got to Give (1962) ;
- Gina Lollobrigida dans Étranges compagnons de lit (1965) ;
- Claudia Cardinale dans Les Yeux bandés (1965) et Tous les héros sont morts (1968) ;
- Shirley MacLaine dans Un hold-up extraordinaire (1966) ;
- Julie Andrews dans Millie (1967) ;
- Katharine Hepburn dans Devine qui vient dîner ? (1967)

## Autres films
- 1948 : La Fin d'un tueur (The Dark Past) de Rudolph Maté
- 1950 : Les Cinq Gosses d'oncle Johnny (Father is a Bachelor) d'Abby Berlin et Norman Foster
- 1955 : L'Étreinte du destin (Count Three and Pray) de George Sherman

## Distinctions

### Récompenses
Un Oscar :
- Oscars 1957 : meilleure création de costumes (pour un film en noir et blanc) pour Une Cadillac en or massif

- Hall of Fame Award 2000 décerné par la Costume Designers Guild

### Nominations
Treize nominations aux Oscars sans statuette :
- Oscars 1951 : meilleure création de costumes (pour un film en noir et blanc) pour Comment l’esprit vient aux femmes ;
- Oscars 1953 : meilleure création de costumes (pour un film en noir et blanc) pour L’Affaire de Trinidad ;
- Oscars 1954 : meilleure création de costumes (pour un film en noir et blanc) pour Tant qu’il y aura des hommes ;
- Oscars 1955 :
  - meilleure création de costumes (pour un film en noir et blanc) pour Une femme qui s’affiche ;
  - meilleure création de costumes (pour un film en couleurs) pour Une étoile est née (avec Mary Ann Nyberg et Irene Sharaff) ;
- Oscars 1956 : meilleure création de costumes (pour un film en noir et blanc) pour Une femme diabolique ;
- Oscars 1958 : meilleure création de costumes pour La Blonde ou la Rousse ;
- Oscars 1959 : meilleure création de costumes pour Adorable Voisine ;
- Oscars 1962 :
  - meilleure création de costumes (pour un film en noir et blanc) pour Jugement à Nuremberg ;
  - meilleure création de costumes (pour un film en couleurs) pour Histoire d’un amour ;
- Oscars 1966 : meilleure création de costumes (pour un film en noir et blanc) pour La Nef des fous (avec Bill Thomas) ;
- Oscars 1967 : meilleure création de costumes (pour un film en couleurs) pour Un hold-up extraordinaire ;
- Oscars 1968 : meilleure création de costumes pour Millie.